# Chidi Odiah

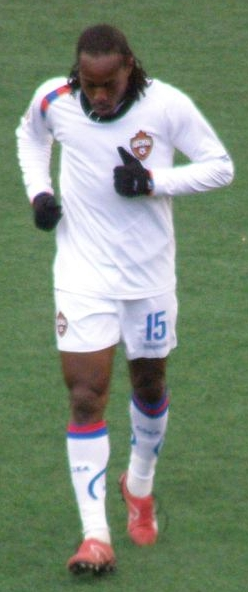
Odiah con el CSKA Moscú

Chukwudi Odiah (Port Harcourt; 17 de diciembre de 1983), también conocido como Chidi Odiah, es un exfutbolista nigeriano que jugaba de lateral derecho o volante exterior.

## Trayectoria
Jugó en el CSKA de Moscú gran parte de su carrera deportiva, donde tuvo sus mayores éxitos como futbolista.

## Clubes
| Club             | País     | Año         |
| ---------------- | -------- | ----------- |
| Eagle Cement     | Nigeria  | 1998 - 1999 |
| Bridge Boys      | Nigeria  | 2000        |
| Sheriff Tiraspol | Moldavia | 2000 - 2003 |
| CSKA Moscú       | Rusia    | 2004 - 2011 |

## Palmarés
CSKA Moscú
- Liga Premier de Rusia: 2004-05, 2005-06
- Copa de Rusia: 2005, 2006, 2008, 2009, 2011
- Copa de la UEFA: 2004-05